# Banovina Slavonija
Banovina Slavonija (lat. Banatus Sclavoniae; mađ. Szlavón bánság), upravno-teritorijalna jedinica pod upravom slavonskog bana i Sabora, pod vlašću ugarskog i hrvatskog kralja.

## Zemljopis
Banovina je otprilike obuhvaćala područje zagrebačke biskupije. Krajnje istočne županije Vuka i cispdravski dio Baranje kao dio Požeške i Bosanske biskupije (Đakovo) su neko vrijeme bile sporne s Ugarskim kraljevstvom, kao i kraljev posjed u Virovitici i Požegi.

3 županije ispod Save, Dubica, Vrbas (s Glaškom županijom) i Dubica su se obično znale nazivati i Donjom Slavonijom, a to je područje (uz većinu Zagrebačke županije), gdje su u 13. stoljeću vladali Babonići.

Granica između Zagorske/Varaždinske, Zagrebačke i Križevačke županije i dan danas predstavlja granicu između 3 glavne grane kajkavskih govora (Zagorsko-međimurskih
, Turpoljsko-posavskih i Križevačko-podravskih).

## Povijest
Doseljenjem Hrvata, u području Panonske nizine je stvorena Panonska Hrvatska, međutim istu su početkom 10. stoljeća uništili Mađari, što je dovelo do nejasno definiranih granica. Ostatak 10. i 11. stoljeća, vlast na tom području je većinu vremena u hrvatskim rukama, no postoje mađarske pretenzije.

S dolaskom Arpadovića na vlast na cijelom hrvatskom području, u međurječju Save i Drave se podiže nova biskupija (umjesto stare u Sisku), Zagrebačka, koja nije pod vrhovništvom Hrvata s juga, nego Mađara iz Ostrogona. Što dovodi do određenog dvovlašća, jer iako je područje Panonije dio hrvatskog kraljevstva, izvršna crkvena vlast je bila u rukama mađarskog nadbiskupa.

Originalno zamišljena kao neovisna kraljevina pod vlašću dinastije Arpadovića, nikad se nije dogodilo, jer se kraljevina Hrvatska i Dalmacija nikad nisu u potpunosti odvojile od Ugarske, uvijek su imale zajedničkog kralja, iako je njegov nasljednik (bilo brat, bio sin ili nećak) obično bio herceg (ili barem ban Hrvatske).

Središte Hrvatskog herceštva je bilo u Zagrebu, a područje se od sredine 13. stoljeća podijelilo na 2 banovine (uz već postojeću banovinu Bosnu na krajnjem istoku), Primorsku na jugu i Slavonsku na sjeveru. Ban primorske je bio odgovoran hercegu ili banu u Zagrebu, u Panoniji i je bilo realno područje vlasti Arpadovića, na jugu je ona bila samo nominalna. Kasnije će, krajem 13. stoljeća, Šubići preimenovati Primovinsku banovinu u banovinu Hrvatsku u pokušaju da preuzmu vlast nad cijelom kraljevinom/herceštvom.

Za razliku od plemstva ispod Gvozda, plemstvo u Slavoniji je dobrim djelom bilo stranog, pogotovo njemačkog porijekla, iako se dosta brzo kroatiziralo. Područje Banovine Slavonije je kasnije postalo i Regnum, pa i kraljevina Slavonija. S turskim osvajanjima, se ponovno ujedinilo s banovinom Hrvatskom, u Ostacima ostataka, a kasnijim širenjem na istok se ime promijenilo. Gornja Slavonija je postala onaj dio od Sutle do Ilove, a od Ilove do Dunava se nazivala Donja. Prilikom uređenja prostora, Donja Slavonija je postala kraljevina Slavonija, dok je originalna kraljevina/banovina/regnum ostala pod imenom Kraljevine Hrvatske, ili Banske hrvatske. 